# Liliensternus liliensterni
Liliensternus (il cui nome onora Hugo Rühle von Lilienstern) è un genere estinto di dinosauro neotheropode vissuto nel Triassico superiore, circa 228-201 milioni di anni fa (Norico-Retico), in quella che oggi è la Germania. Il genere contiene una singola specie, ossia L. liliensterni. L'animale era un carnivoro di medie dimensioni, bipede e terrestre, che poteva crescere fino a 5,15 metri (16,9 piedi) di lunghezza. È il teropode triassico europeo meglio conosciuto, nonché uno dei più grandi.

## Descrizione
Il Liliensternus era lungo circa 5,15 metri (16,9 piedi) e poteva pesare fino a 127 kg (280 libbre). Altre stime suggeriscono che il Liliensternus potesse raggiungere, nella migliore delle ipotesi, i 5,2 metri (17,1 piedi) di lunghezza per un peso di 200 chilogrammi (441 libbre). I resti di due esemplari di Liliensternus formano insieme una serie di sintipi con numero di inventario MB.R.2175, e sono costituiti da scheletri parziali e frammentari di almeno due individui, contenenti elementi parziali del cranio, della mandibola, delle vertebre e dello scheletro appendicolare. La tibia (lunga 409 millimetri) è più corta del femore (lungo 440 millimetri) sia in Dilophosaurus che in Liliensternus, a differenza di quelle dei taxa coelophysidi, come il Coelophysis. Paul (1988) ha osservato che, in base alle sue caratteristiche, il Liliensternus potrebbe essere considerato un intermediario tra Coelophysis e Dilophosaurus. Sebbene il cranio non sia ben noto, molte ricostruzioni del Liliensternus possiedono una cresta simile a quella osservata in Dilophosaurus. Il suo ileo è insolitamente breve, come in Dilophosaurus.
Rauhut et al. (1998) hanno notato che i resti potrebbero rappresentare un individuo giovanile o subadulto, basandosi sulla presenza di soli due sacri fusi e il fatto che le suture neurocentriche siano ancora visibili nelle vertebre.
Una diagnosi è una dichiarazione delle caratteristiche anatomiche di un organismo (o gruppo) che collettivamente lo distinguono da tutti gli altri organismi. Alcune, ma non tutte, caratteristiche di una diagnosi vengono dette autapomorfie. Un'autapomorfia è una caratteristica anatomica distintiva unica per un determinato organismo o gruppo. Secondo Rauhut (2000), il Liliensternus può essere distinto in base alle seguenti caratteristiche: le vertebre cervicali presentano un'ampia cresta arrotondata che si estende dall'estremità posteriore della diafisi all'estremità posteroventrale del centro vertebrale, una coppia di pleurococchi nelle vertebre cervicali, una fossa infradiapofisaria meno sviluppata, l'assenza di una cresta orizzontale alla base delle spine cervicali neurali, e assenza di un rigonfiamento laterale sull'ileo.

## Classificazione

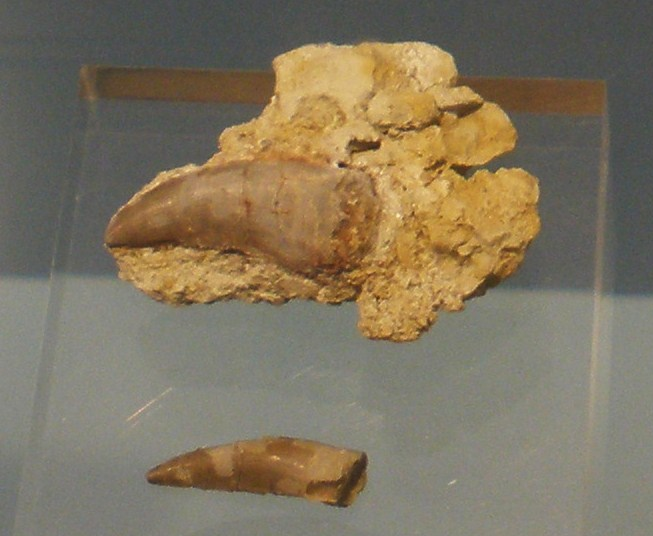
Denti assegnati a Liliensternus sp.

Nel 1934, Huene descrisse due scheletri assegnandogli il nome Halticosaurus liliensterni, ma nel 1984 Samuel Paul Welles concluse che la specie tipo di Halticosaurus, ossia H. longotarsus, era un nomen dubium. La maggior parte di ciò che era stato scritto nella letteratura di Halticosaurus riguardava infatti H. liliensterni. Welles quindi eresse un nuovo genere: Liliensternus, un nuovo nome in onore di Rühle von Lilienstern. Il nome della nuova specie divenne quindi Liliensternus liliensterni. Secondo Rowe (1989) il Liliensternus era più derivato di Dilophosaurus. Una seconda specie nominata nel 1993 da Cuny e Galton per reperti frammentari rinvenuti in Francia, venne ribattezzata Liliensternus airelensis, che si differenziava dalla specie tipo per avere un paio di pleurocelidi cervicali in più. Tuttavia, nel 2007 questa seconda specie fu riassegnata a un genere separato, Lophostropheus. Originariamente assegnato alla famiglia Halticosauridae, il Liliensternus è oggi considerato un membro basale di Neotheropoda.
Il seguente albero evolutivo illustra una sintesi delle relazioni dei primi gruppi di teropodi, stilata da Hendrickx et al. (2015), compresa la posizione di Liliensternus, su cui tutti gli studi concordano:
|  | Dilophosaurus |
|  |               |
|  | Dracovenator  |
|  |               |

|  | Cryolophosaurus                                               |
|  |                                                               |
|  | Sinosaurus                                                    |
|  |                                                               |
|  | \| \| Monolophosaurus \| \| \| \| \| \| Orionides \| \| \| \| |
|  |                                                               |
|  | Monolophosaurus                                               |
|  |                                                               |
|  | Orionides                                                     |
|  |                                                               |

|  | Monolophosaurus |
|  |                 |
|  | Orionides       |
|  |                 |

|  | Cryolophosaurus                                               |
|  |                                                               |
|  | Sinosaurus                                                    |
|  |                                                               |
|  | \| \| Monolophosaurus \| \| \| \| \| \| Orionides \| \| \| \| |
|  |                                                               |
|  | Monolophosaurus                                               |
|  |                                                               |
|  | Orionides                                                     |
|  |                                                               |

|  | Monolophosaurus |
|  |                 |
|  | Orionides       |
|  |                 |

|  | Dilophosaurus |
|  |               |
|  | Dracovenator  |
|  |               |

|  | Cryolophosaurus                                               |
|  |                                                               |
|  | Sinosaurus                                                    |
|  |                                                               |
|  | \| \| Monolophosaurus \| \| \| \| \| \| Orionides \| \| \| \| |
|  |                                                               |
|  | Monolophosaurus                                               |
|  |                                                               |
|  | Orionides                                                     |
|  |                                                               |

|  | Monolophosaurus |
|  |                 |
|  | Orionides       |
|  |                 |

|  | Cryolophosaurus                                               |
|  |                                                               |
|  | Sinosaurus                                                    |
|  |                                                               |
|  | \| \| Monolophosaurus \| \| \| \| \| \| Orionides \| \| \| \| |
|  |                                                               |
|  | Monolophosaurus                                               |
|  |                                                               |
|  | Orionides                                                     |
|  |                                                               |

|  | Monolophosaurus |
|  |                 |
|  | Orionides       |
|  |                 |

|  | Dilophosaurus |
|  |               |
|  | Dracovenator  |
|  |               |

|  | Cryolophosaurus                                               |
|  |                                                               |
|  | Sinosaurus                                                    |
|  |                                                               |
|  | \| \| Monolophosaurus \| \| \| \| \| \| Orionides \| \| \| \| |
|  |                                                               |
|  | Monolophosaurus                                               |
|  |                                                               |
|  | Orionides                                                     |
|  |                                                               |

|  | Monolophosaurus |
|  |                 |
|  | Orionides       |
|  |                 |

|  | Cryolophosaurus                                               |
|  |                                                               |
|  | Sinosaurus                                                    |
|  |                                                               |
|  | \| \| Monolophosaurus \| \| \| \| \| \| Orionides \| \| \| \| |
|  |                                                               |
|  | Monolophosaurus                                               |
|  |                                                               |
|  | Orionides                                                     |
|  |                                                               |

|  | Monolophosaurus |
|  |                 |
|  | Orionides       |
|  |                 |

|  | Dilophosaurus |
|  |               |
|  | Dracovenator  |
|  |               |

|  | Cryolophosaurus                                               |
|  |                                                               |
|  | Sinosaurus                                                    |
|  |                                                               |
|  | \| \| Monolophosaurus \| \| \| \| \| \| Orionides \| \| \| \| |
|  |                                                               |
|  | Monolophosaurus                                               |
|  |                                                               |
|  | Orionides                                                     |
|  |                                                               |

|  | Monolophosaurus |
|  |                 |
|  | Orionides       |
|  |                 |

|  | Cryolophosaurus                                               |
|  |                                                               |
|  | Sinosaurus                                                    |
|  |                                                               |
|  | \| \| Monolophosaurus \| \| \| \| \| \| Orionides \| \| \| \| |
|  |                                                               |
|  | Monolophosaurus                                               |
|  |                                                               |
|  | Orionides                                                     |
|  |                                                               |

|  | Monolophosaurus |
|  |                 |
|  | Orionides       |
|  |                 |

|  | Dilophosaurus |
|  |               |
|  | Dracovenator  |
|  |               |

|  | Cryolophosaurus                                               |
|  |                                                               |
|  | Sinosaurus                                                    |
|  |                                                               |
|  | \| \| Monolophosaurus \| \| \| \| \| \| Orionides \| \| \| \| |
|  |                                                               |
|  | Monolophosaurus                                               |
|  |                                                               |
|  | Orionides                                                     |
|  |                                                               |

|  | Monolophosaurus |
|  |                 |
|  | Orionides       |
|  |                 |

|  | Cryolophosaurus                                               |
|  |                                                               |
|  | Sinosaurus                                                    |
|  |                                                               |
|  | \| \| Monolophosaurus \| \| \| \| \| \| Orionides \| \| \| \| |
|  |                                                               |
|  | Monolophosaurus                                               |
|  |                                                               |
|  | Orionides                                                     |
|  |                                                               |

|  | Monolophosaurus |
|  |                 |
|  | Orionides       |
|  |                 |

|  | Dilophosaurus |
|  |               |
|  | Dracovenator  |
|  |               |

|  | Cryolophosaurus                                               |
|  |                                                               |
|  | Sinosaurus                                                    |
|  |                                                               |
|  | \| \| Monolophosaurus \| \| \| \| \| \| Orionides \| \| \| \| |
|  |                                                               |
|  | Monolophosaurus                                               |
|  |                                                               |
|  | Orionides                                                     |
|  |                                                               |

|  | Monolophosaurus |
|  |                 |
|  | Orionides       |
|  |                 |

|  | Cryolophosaurus                                               |
|  |                                                               |
|  | Sinosaurus                                                    |
|  |                                                               |
|  | \| \| Monolophosaurus \| \| \| \| \| \| Orionides \| \| \| \| |
|  |                                                               |
|  | Monolophosaurus                                               |
|  |                                                               |
|  | Orionides                                                     |
|  |                                                               |

|  | Monolophosaurus |
|  |                 |
|  | Orionides       |
|  |                 |

|  | Dilophosaurus |
|  |               |
|  | Dracovenator  |
|  |               |

|  | Cryolophosaurus                                               |
|  |                                                               |
|  | Sinosaurus                                                    |
|  |                                                               |
|  | \| \| Monolophosaurus \| \| \| \| \| \| Orionides \| \| \| \| |
|  |                                                               |
|  | Monolophosaurus                                               |
|  |                                                               |
|  | Orionides                                                     |
|  |                                                               |

|  | Monolophosaurus |
|  |                 |
|  | Orionides       |
|  |                 |

|  | Cryolophosaurus                                               |
|  |                                                               |
|  | Sinosaurus                                                    |
|  |                                                               |
|  | \| \| Monolophosaurus \| \| \| \| \| \| Orionides \| \| \| \| |
|  |                                                               |
|  | Monolophosaurus                                               |
|  |                                                               |
|  | Orionides                                                     |
|  |                                                               |

|  | Monolophosaurus |
|  |                 |
|  | Orionides       |
|  |                 |

|  | Dilophosaurus |
|  |               |
|  | Dracovenator  |
|  |               |

|  | Cryolophosaurus                                               |
|  |                                                               |
|  | Sinosaurus                                                    |
|  |                                                               |
|  | \| \| Monolophosaurus \| \| \| \| \| \| Orionides \| \| \| \| |
|  |                                                               |
|  | Monolophosaurus                                               |
|  |                                                               |
|  | Orionides                                                     |
|  |                                                               |

|  | Monolophosaurus |
|  |                 |
|  | Orionides       |
|  |                 |

|  | Cryolophosaurus                                               |
|  |                                                               |
|  | Sinosaurus                                                    |
|  |                                                               |
|  | \| \| Monolophosaurus \| \| \| \| \| \| Orionides \| \| \| \| |
|  |                                                               |
|  | Monolophosaurus                                               |
|  |                                                               |
|  | Orionides                                                     |
|  |                                                               |

|  | Monolophosaurus |
|  |                 |
|  | Orionides       |
|  |                 |

|  | Dilophosaurus |
|  |               |
|  | Dracovenator  |
|  |               |

|  | Cryolophosaurus                                               |
|  |                                                               |
|  | Sinosaurus                                                    |
|  |                                                               |
|  | \| \| Monolophosaurus \| \| \| \| \| \| Orionides \| \| \| \| |
|  |                                                               |
|  | Monolophosaurus                                               |
|  |                                                               |
|  | Orionides                                                     |
|  |                                                               |

|  | Monolophosaurus |
|  |                 |
|  | Orionides       |
|  |                 |

|  | Cryolophosaurus                                               |
|  |                                                               |
|  | Sinosaurus                                                    |
|  |                                                               |
|  | \| \| Monolophosaurus \| \| \| \| \| \| Orionides \| \| \| \| |
|  |                                                               |
|  | Monolophosaurus                                               |
|  |                                                               |
|  | Orionides                                                     |
|  |                                                               |

|  | Monolophosaurus |
|  |                 |
|  | Orionides       |
|  |                 |

|  | Dilophosaurus |
|  |               |
|  | Dracovenator  |
|  |               |

|  | Cryolophosaurus                                               |
|  |                                                               |
|  | Sinosaurus                                                    |
|  |                                                               |
|  | \| \| Monolophosaurus \| \| \| \| \| \| Orionides \| \| \| \| |
|  |                                                               |
|  | Monolophosaurus                                               |
|  |                                                               |
|  | Orionides                                                     |
|  |                                                               |

|  | Monolophosaurus |
|  |                 |
|  | Orionides       |
|  |                 |

|  | Cryolophosaurus                                               |
|  |                                                               |
|  | Sinosaurus                                                    |
|  |                                                               |
|  | \| \| Monolophosaurus \| \| \| \| \| \| Orionides \| \| \| \| |
|  |                                                               |
|  | Monolophosaurus                                               |
|  |                                                               |
|  | Orionides                                                     |
|  |                                                               |

|  | Monolophosaurus |
|  |                 |
|  | Orionides       |
|  |                 |

|  | Dilophosaurus |
|  |               |
|  | Dracovenator  |
|  |               |

|  | Cryolophosaurus                                               |
|  |                                                               |
|  | Sinosaurus                                                    |
|  |                                                               |
|  | \| \| Monolophosaurus \| \| \| \| \| \| Orionides \| \| \| \| |
|  |                                                               |
|  | Monolophosaurus                                               |
|  |                                                               |
|  | Orionides                                                     |
|  |                                                               |

|  | Monolophosaurus |
|  |                 |
|  | Orionides       |
|  |                 |

|  | Cryolophosaurus                                               |
|  |                                                               |
|  | Sinosaurus                                                    |
|  |                                                               |
|  | \| \| Monolophosaurus \| \| \| \| \| \| Orionides \| \| \| \| |
|  |                                                               |
|  | Monolophosaurus                                               |
|  |                                                               |
|  | Orionides                                                     |
|  |                                                               |

|  | Monolophosaurus |
|  |                 |
|  | Orionides       |
|  |                 |

|  | Dilophosaurus |
|  |               |
|  | Dracovenator  |
|  |               |

|  | Cryolophosaurus                                               |
|  |                                                               |
|  | Sinosaurus                                                    |
|  |                                                               |
|  | \| \| Monolophosaurus \| \| \| \| \| \| Orionides \| \| \| \| |
|  |                                                               |
|  | Monolophosaurus                                               |
|  |                                                               |
|  | Orionides                                                     |
|  |                                                               |

|  | Monolophosaurus |
|  |                 |
|  | Orionides       |
|  |                 |

|  | Cryolophosaurus                                               |
|  |                                                               |
|  | Sinosaurus                                                    |
|  |                                                               |
|  | \| \| Monolophosaurus \| \| \| \| \| \| Orionides \| \| \| \| |
|  |                                                               |
|  | Monolophosaurus                                               |
|  |                                                               |
|  | Orionides                                                     |
|  |                                                               |

|  | Monolophosaurus |
|  |                 |
|  | Orionides       |
|  |                 |

|  | Dilophosaurus |
|  |               |
|  | Dracovenator  |
|  |               |

|  | Cryolophosaurus                                               |
|  |                                                               |
|  | Sinosaurus                                                    |
|  |                                                               |
|  | \| \| Monolophosaurus \| \| \| \| \| \| Orionides \| \| \| \| |
|  |                                                               |
|  | Monolophosaurus                                               |
|  |                                                               |
|  | Orionides                                                     |
|  |                                                               |

|  | Monolophosaurus |
|  |                 |
|  | Orionides       |
|  |                 |

|  | Cryolophosaurus                                               |
|  |                                                               |
|  | Sinosaurus                                                    |
|  |                                                               |
|  | \| \| Monolophosaurus \| \| \| \| \| \| Orionides \| \| \| \| |
|  |                                                               |
|  | Monolophosaurus                                               |
|  |                                                               |
|  | Orionides                                                     |
|  |                                                               |

|  | Monolophosaurus |
|  |                 |
|  | Orionides       |
|  |                 |

|  | Dilophosaurus |
|  |               |
|  | Dracovenator  |
|  |               |

|  | Cryolophosaurus                                               |
|  |                                                               |
|  | Sinosaurus                                                    |
|  |                                                               |
|  | \| \| Monolophosaurus \| \| \| \| \| \| Orionides \| \| \| \| |
|  |                                                               |
|  | Monolophosaurus                                               |
|  |                                                               |
|  | Orionides                                                     |
|  |                                                               |

|  | Monolophosaurus |
|  |                 |
|  | Orionides       |
|  |                 |

|  | Cryolophosaurus                                               |
|  |                                                               |
|  | Sinosaurus                                                    |
|  |                                                               |
|  | \| \| Monolophosaurus \| \| \| \| \| \| Orionides \| \| \| \| |
|  |                                                               |
|  | Monolophosaurus                                               |
|  |                                                               |
|  | Orionides                                                     |
|  |                                                               |

|  | Monolophosaurus |
|  |                 |
|  | Orionides       |
|  |                 |

|  | Dilophosaurus |
|  |               |
|  | Dracovenator  |
|  |               |

|  | Cryolophosaurus                                               |
|  |                                                               |
|  | Sinosaurus                                                    |
|  |                                                               |
|  | \| \| Monolophosaurus \| \| \| \| \| \| Orionides \| \| \| \| |
|  |                                                               |
|  | Monolophosaurus                                               |
|  |                                                               |
|  | Orionides                                                     |
|  |                                                               |

|  | Monolophosaurus |
|  |                 |
|  | Orionides       |
|  |                 |

|  | Cryolophosaurus                                               |
|  |                                                               |
|  | Sinosaurus                                                    |
|  |                                                               |
|  | \| \| Monolophosaurus \| \| \| \| \| \| Orionides \| \| \| \| |
|  |                                                               |
|  | Monolophosaurus                                               |
|  |                                                               |
|  | Orionides                                                     |
|  |                                                               |

|  | Monolophosaurus |
|  |                 |
|  | Orionides       |
|  |                 |

|  | Dilophosaurus |
|  |               |
|  | Dracovenator  |
|  |               |

|  | Cryolophosaurus                                               |
|  |                                                               |
|  | Sinosaurus                                                    |
|  |                                                               |
|  | \| \| Monolophosaurus \| \| \| \| \| \| Orionides \| \| \| \| |
|  |                                                               |
|  | Monolophosaurus                                               |
|  |                                                               |
|  | Orionides                                                     |
|  |                                                               |

|  | Monolophosaurus |
|  |                 |
|  | Orionides       |
|  |                 |

|  | Cryolophosaurus                                               |
|  |                                                               |
|  | Sinosaurus                                                    |
|  |                                                               |
|  | \| \| Monolophosaurus \| \| \| \| \| \| Orionides \| \| \| \| |
|  |                                                               |
|  | Monolophosaurus                                               |
|  |                                                               |
|  | Orionides                                                     |
|  |                                                               |

|  | Monolophosaurus |
|  |                 |
|  | Orionides       |
|  |                 |

## Storia della scoperta

Stemma di Bedheim, raffigurante un L. liliensterni

Gli esemplari di Liliensternus, designati come la serie sintipo HMN BM.R.2175, furono recuperati presso Großen Gleichberg nella Formazione Trossingen del Middle Keuper Group a Turingia, in Germania, insieme ai resti del sauropodomorpho Ruehleia. I sintipi furono scoperti dal Conte Hugo Rühle von Lilienstern nell'inverno del 1932/1933 nella marna (fango ricco di calce) depositatosi nello stadio Norico del Triassico superiore, approssimativamente tra i 228 e i 208 milioni di anni fa. Un metatarso sinistro, in seguito assegnato a questo genere, anch'esso depositatosi nel Norico, fu raccolto nel 1834 nella pietra arenaria della Formazione Trossingen, in Baviera, Germania. Questo metatarso fu originariamente descritto come un elemento manuale o pedale da Meyer (1855) e come un frammento pubico da Huene (1908), di Plateosaurus. Il materiale venne ri-identificato come un metatarso prossimale appartenente a Liliensternus da Moser nel 2003. Sander (1992) rinviò materiale aggiuntivo a Liliensternus, che si pensava fosse stato raccolto nel 1961 dalla roccia grigia/verde proveniente dalla Formazione Löwenstein in Argovia, Svizzera, che si ritiene si sia depositata anch'essa durante il Norico del Triassico superiore. Anche un dente, depositatosi anch'esso nel Norico, e raccolto nel 1913 nel fango rosso scuro dalla Formazione Löwenstein nel Baden-Württemberg, in Germania, fu assegnato all'animale. L'unico materiale assegnato a questo genere da strati più recenti fu scoperto nel 1913, nell'argilla blu dalla fase Retica del Triassico superiore, nella Formazione Trossingen da Sachsen-Anhalt, in Germania, risalente a circa 208-201 milioni di anni fa. Gli esemplari di Liliensternus rimasero nel castello di Hugo Rühle von Lilienstern fino al 1969 quando furono trasferiti nella collezione dell'Humboldt Museum di Berlino, la loro posizione attuale.
Il genere e i nomi specifici, Liliensternus liliensterni, derivano dal cognome del conte, paleontologo dilettante e medico, Hugo Rühle von Lilienstern. Questo dinosauro è stato nominato in suo onore per la sua promozione della paleontologia in Germania, fondando un museo paleontologico nel suo castello a Bedheim, in Germania, il 1º luglio 1934. Il Liliensternus fu descritto da Friedrich von Huene, nel 1934. Poiché originariamente era stato nominato da von Huene come membro del genere Halticosaurus, la specie tipo del genere Liliensternus era in origine Halticosaurus liliensterni; la nuova combinazione è Liliensternus liliensterni.
Nel 1993, Gilles Cuny e Peter Galton descrissero una nuova specie che assegnarono a questo genere, Liliensternus airelensis. Altri ricercatori hanno cominciato a notare delle sostanziali differenze tra L. airelensis e la specie tipo, L. liliensterni, e nel 2007, Martin Ezcurra e Cuny assegnarono il materiale ad un proprio genere, Lophostropheus airelensis.

## Paleoecologia
Il Liliensternus era un attivo carnivoro bipede che avrebbe potuto predare anche i più grandi erbivori del suo tempo, come il Plateosaurus. Il materiale scoperto in Svizzera, Sachsen-Anhalt, Germania e il dente del Baden-Württemberg, Germania, suggeriscono che Liliensternus abitasse le antiche pianure alluvionali del triassico, casa di innumerevoli rettili, terapsidi e Plateosaurus. Paul (1988) notò che il Liliensternus usava i suoi denti aguzzi per smembrare i grandi prosauropodi, mentre per i più piccoli ornithischi poteva contare sulla sua agilità e velocità.